# Pauls Valley
Pauls Valley è una città degli Stati Uniti, situata nello Stato dell'Oklahoma, nella Contea di Garvin, della quale è il capoluogo.